# El Bosc de Torredenegó
El Bosc de Torredenegó és una masia situada al municipi de Llobera, a la comarca catalana del Solsonès. Es troba en una zona de pinedes.